# Zalabér
Zalabér is een plaats (község) en gemeente in het Hongaarse comitaat Zala. Zalabér telt 740 inwoners (2001).